# Leo Richard Smith
Leo Richard Smith (Attica, 31 agosto 1905 – Roma, 9 ottobre 1963) è stato un vescovo cattolico statunitense.

## Biografia
Leo Richard Smith nacque ad Attica, nello stato di New York, il 31 agosto 1905 da Adam Henry e Mary Jane (nata O'Neil).

### Formazione e ministero sacerdotale
Nel 1926 conseguì un Bachelor of Arts presso il Canisius College di Buffalo. Proseguì gli studi per il sacerdozio a Roma come alunno del Pontificio collegio americano del Nord. Nel 1928 conseguì il dottorato in filosofia presso il Pontificio Istituto Internazionale Angelicum.
Il 21 dicembre 1929 fu ordinato presbitero per la diocesi di Buffalo a Roma dal cardinale Basilio Pompilj. Conseguì il dottorato in sacra teologia presso il Pontificio Ateneo de Propaganda Fide nel 1930  e il dottorato in utroque iure (diritto canonico e civile) nel 1932.
Tornato in patria fu curato della cattedrale di San Giuseppe a Buffalo dal 1932 al 1939; assistente cancelliere vescovile dal 1932 al 1946; direttore diocesano della Confraternita della Dottrina Cristiana dal 1935 al 1945; direttore del comitato vescovile per la casa e la famiglia cristiana dal 1940 al 1952; direttore dell'apostolato giovanile dal 1942 al 1946 e cancelliere vescovile dal 1946.
Fu elevato al rango di cameriere pontificio nel 1942 e di prelato domestico nel 1946.

### Ministero episcopale
Il 30 giugno 1952 papa Pio XII lo nominò vescovo ausiliare di Buffalo e titolare di Marida. Ricevette l'ordinazione episcopale il 24 settembre successivo nella cattedrale di San Giuseppe a Buffalo dall'arcivescovo Amleto Giovanni Cicognani, delegato apostolico negli Stati Uniti d'America, co-consacranti il vescovo ausiliare di Brooklyn Raymond Augustine Kearney e quello di New York James Henry Ambrose Griffiths. L'anno successivo venne nominato vicario generale.
Nel 1961 divenne moderatore episcopale dell'Apostolato nazionale del mare.
Tra il 1962 e il 1963 fu anche vicario capitolare della diocesi, vacante per la morte del vescovo Joseph Aloysius Burke.
Il 12 febbraio 1963 papa Giovanni XXIII lo nominò vescovo di Ogdensburg.
Morì per un attacco di cuore nel convento di Roma dove alloggiava per partecipare alla seconda sessione del Concilio Vaticano II il 9 ottobre 1963 all'età di 58 anni. Era ammalato da alcuni giorni ma aveva preso parte ai lavori conciliari fino al giorno precedente. Il suo segretario, padre Stephen Nevin, gli amministrò gli ultimi riti. La salma venne riporta in patria l'11 ottobre accampanata dal segretario e dal vescovo di Paterson James Johnston Navagh, suo amico di vecchia data. Le esequie si tennero il 15 dello stesso mese nella cattedrale di Santa Maria a Ogdensburg e furono presiedute da monsignor Navagh. Al termine del rito la salma venne tumulata nella cripta dello stesso edificio.

## Genealogia episcopale
La genealogia episcopale è:
- Cardinale Scipione Rebiba
- Cardinale Giulio Antonio Santori
- Cardinale Girolamo Bernerio, O.P.
- Arcivescovo Galeazzo Sanvitale
- Cardinale Ludovico Ludovisi
- Cardinale Luigi Caetani
- Cardinale Ulderico Carpegna
- Cardinale Paluzzo Paluzzi Altieri degli Albertoni
- Papa Benedetto XIII
- Papa Benedetto XIV
- Papa Clemente XIII
- Cardinale Marcantonio Colonna
- Cardinale Giacinto Sigismondo Gerdil, B.
- Cardinale Giulio Maria della Somaglia
- Cardinale Carlo Odescalchi, S.I.
- Cardinale Costantino Patrizi Naro
- Cardinale Lucido Maria Parocchi
- Papa Pio X
- Cardinale Gaetano De Lai
- Cardinale Raffaele Carlo Rossi, O.C.D.
- Cardinale Amleto Giovanni Cicognani
- Vescovo Leo Richard Smith